# Hradiště (Cheb)
Hradiště (německy Reichersdorf) je část města Cheb ve stejnojmenném okrese v Karlovarském kraji. Nachází se na severovýchodě Chebu. Prochází zde silnice II/606. Hradiště leží v katastrálním území Hradiště u Chebu o rozloze 2,83 km².

## Historie
První písemná zmínka o vesnici pochází z roku 1312, kdy patřila chebskému měšťanovi Rüdigerovi Angelovi. Jeho potomci začali ve vesnici využívat jako své sídlo gotickou tvrz. Tu vlastnili až do počátku 16. století. Později došlo k častému střídání vlastníků a statek skončil v rukách chebský patriciů z rodu Bigatto. Ještě na konci 18. století stará tvrz prokazatelně existovala. Později však došlo k jejímu opuštění a zániku. Ve vesnici se nacházel malý kamenný zámeček obklopený vodním příkopem. Ten zanikl v 60. letech 20. století výstavbou nové továrny.

## Obyvatelstvo
Při sčítání lidu v roce 1921 zde žilo 682 obyvatel, z nichž bylo 378 Čechoslováků, 263 Němců, 33 obyvatel jiné národnosti a osm cizinců. K římskokatolické církvi se hlásilo 488 obyvatel, k evangelické 18 obyvatel, k československé církvi 13 obyvatel, k izraelské tři obyvatelé, 38 k jiné církvi a 122 bylo bez vyznání.
| Rok            | 1869 | 1880 | 1890 | 1900 | 1910 | 1921 | 1930 | 1950 | 1961 | 1970 | 1980 | 1991 | 2001 | 2011 | 2021 |
| -------------- | ---- | ---- | ---- | ---- | ---- | ---- | ---- | ---- | ---- | ---- | ---- | ---- | ---- | ---- | ---- |
| Počet obyvatel | 170  | 153  | 199  | 181  | 218  | 682  | 803  | 174  | 167  | 212  | 193  | 193  | 203  | 204  | 206  |
| Počet domů     | 20   | 24   | 25   | 23   | 22   | 28   | 33   | 44   | –    | 55   | 56   | 59   | 65   | 67   | 65   |

## Obecní správa
Při sčítání lidu v letech 1850–1950 Hradiště bylo osadou obce Maškov v okrese Cheb. Od roku 1951 je částí města Cheb ve stejnojmenném okrese.